# Dufourea caelestis
Dufourea caelestis är en biart som beskrevs av Ebmer 1987. Dufourea caelestis ingår i släktet solbin, och familjen vägbin. Inga underarter finns listade i Catalogue of Life.